# ギルガメッシュ (漫画)
『ギルガメッシュ』 (Gilgamesh) は、「少年キング」に連載された石ノ森章太郎の漫画、およびそれを原作としたテレビアニメ。

## 漫画
1976年（昭和51年）「少年キング」第32号から1977年（昭和52年）第42号まで連載。タイトルの由来にもなったギルガメシュ叙事詩に構想を得たSF漫画である。

### 設定
数千年前、地球に飛来した宇宙人が人類を支配し、文明を与え地球人から神と崇められた。その後、別の宇宙人種族、悪魔族が地球を襲い、もといた宇宙人は敗れてわずかに生き残った子孫は隠れ、一方悪魔族は地球を支配し、人類を奴隷とした。

### あらすじ
197X年、円竜也とその姉・紀代子はおじの研究所に呼び出される。そこにはクローン技術により作り出された10人の擬瑠亀主（ギルガメッシュ）がいた。彼らは悪魔族の一味である円盤族（UFO族）に科学技術で対抗するべく、研究に研究を重ねていた。
研究所の場所を知った円盤族らは研究所を襲い、竜也やギルガメッシュを殺そうとするが、竜也はその祖父にあたる円鬼堂（エンキドゥ）に救われる。鬼堂は円竜也ら円家と、ギルガメッシュたちは同じ祖先、宇宙人である事実を打ち明ける。円竜也ら超能力を使える者達とギルガメッシュたちは一致団結して円盤族に対抗していく。

### 登場人物
円 竜也（えん たつや）
当初は自らの超能力に自信を持てなかったが、修行により確かな超能力を得る。中継増幅人間（アンプリファイアーマン）で、他の超能力者の力を集めて増幅し、放射する能力を持つ。後に円 鬼堂（えん きどう）を襲名。
ギルガメッシュ
5千年前の宇宙人の男性と地球人の女性の間に生まれた混血児で半神半人のミイラからクローン技術により複製（クローン）された複製人間（クローンマン）。当初10人いたが、円紀代子に九朗を、UFOに四郎を殺される。後に自分の複製を大量に造りだした。ギルガメッシュは超能力を持たないと思い込んでいたが、竜也たちと同じ血を引くために、その力を最終章で発見する。
宇宙人（地球人から見た神）
竜也やギルガメッシュの祖先であり、文化を持たない原住民（地球人）に初めて文化を与えた種族。原住民にとって彼らの成す業は神の所業であったため、神々とも呼ばれている。また、人間の文化はこの宇宙人によってもたらされたという設定になっている。
ただし、作品の中には宇宙人の名前をあらわす名称が具体的に出てこず、悪魔族も宇宙から飛来したとされているので、あやふやな表現が含まれる。
悪魔族
竜也やギルガメッシュらの祖先の後に地球にやってきた、崩壊と死をもたらす種族。神と呼ばれる宇宙人は地球人との共生を図ったのに対し、悪魔族は地球人の完全支配を目的とした。作中では、現代においても地球人と宇宙人を監視するような役割を持ち、社会においてはある種のフィクサー的役割を悪魔族が占めるという。宇宙人や地球人をほぼ壊滅させたものの、支配すべき地球も荒廃した。これが、神話に残る“火と熱の火柱”、“大洪水”という設定になっている。
円盤族（UFO族）として具体的に登場する。円盤族の武器はUFOの形をした空飛ぶ円盤で、すべてのものを破壊できる光線を出せる。UFOは竜也らが使える超能力によってしか破壊できない。円盤族は悪魔族の中では地球人を監視する役目がある。

## テレビアニメ
本作を原作とし姉弟愛や遺伝子技術、テーマ性において共通の部分も持っているものの、内容は大きく異なっている。これはシリーズ構成の薩川昭夫が石ノ森章太郎のエッセンスを汲み取り、作品の構成に反映させたためである。タイトルにも、石ノ森作品へのオマージュとでも呼ぶべきエッセンスが鏤められている。
2003年10月から2004年3月まで、関西テレビ（KTV）制作でフジテレビ系列局全局で放送された（詳細は後述）。
また、KTVとしては1973年の『ゼロテスター』以来29年ぶりの自社制作アニメである。テレビ東京系以外で放送された深夜アニメで、全ての系列局で放送されたのは、日本テレビ系ほか（NNN加盟局）で2000年10月から1年間放送された「デジタル所さん」以来2例目だが、30分番組としてはこの作品が最初だった。フジテレビ系列放送の深夜アニメで全ての系列局で放送された作品は2021年の『鬼滅の刃 無限列車編』の開始まで唯一の存在であった。

### あらすじ（アニメ）
十数年前の10月10日、遺跡調査施設「ヘヴンズゲイト」で大爆発が起きた。後に「XX （ツインエックス）」と名づけられた史上最悪の事件の日以来、空は「シェルタリングスカイ」と呼ばれる、鏡に覆われたような空になってしまった。そこから発生する磁気異常は、地上のコンピュータをはじめとするありとあらゆる電子回路をことごとく使用不能にした。
その混乱の結果、ネットワークに依存した社会は壊滅し、戦争や紛争を誘発、飢餓によって世界の人口を大きく減らす事になった。生き残った人々は、多くの科学技術を失い、一世紀前の生活を余儀なくされる。
そんな時代を生きる2人の主人公、円紀世子・竜也姉弟は、XX の首謀者エンキドゥとされる父親、円輝道とアルコールにおぼれて多額の借金を残したまま死んでいった母親のために、XX以降世間から恨まれ、迫害を受け、逃げるような生活を行っていた。
ある日、借金取りから逃げている途中に突然の雨に降られ、偶然通りかかった古びた洋館で雨宿りをすることにした。その洋館には3人の先客「ギルガメッシュ」がいた。彼らと関わったことで、2人は世界の命運をかけた戦いへと巻き込まれていく。
円紀世子と竜也姉弟の借金を肩代わりしてくれたのは、伯爵夫人（影山紘子）という謎の女性だった。彼女は、ORGA（オルガ）という3人の少年少女たちを使役して、テロリストであるギルガメッシュと戦っていた。そして彼女の住まうホテル「プロヴィデンス」へと招き円姉弟の後見人として一緒に生活をする事に。
やがて、ギルガメッシュとの戦いやORGA達とのトレーニングを繰り返すうちに超能力「デュナミス」を覚醒させた円竜也は、ORGAの一員になる。一方で姉の紀世子は、伯爵夫人がかつて父・円輝道の知人だった事を知り、また竜也を見る彼女の視線に熱いものを感じて反感を抱く。
竜也がホテルでの生活に順応していく一方で、その境遇に疑問を持ち、ひとり取り残された紀世子は夫人の館を飛び出す。
紀世子は、竜也には内緒で水商売をして暮らしていたが、やがて偶然に傷ついたギルガメッシュのノウェムと出会う。中盤以降、人類が青い空を取り戻そうとする作戦（オクトーバー・プロジェクト）や、風祭隼人の登場で、円竜也、ORGAらの出生に関わる秘密等物語の謎が次々と解き明かされていく。
最後は、この種のアニメにありがちな凄惨ともいえる終焉となる。しかし、それに至る物語や、他人を傷つけるばかりの抑揚のない会話、音叉の音やピアノ、独特の挿入曲（「Shall we gather at the river」を始め、クラシック：「メリー・ウィドウ」、「皇帝」など）を用いた特異なアニメである。また配色も、1970年代のアニメを意識した灰色系が多用されている。前半に多い雨の場面も、登場人物たちの孤独感を強烈に浮き彫りにした。

### 登場人物
円 竜也（まどか たつや）
声 - 浪川大輔
主人公。15歳。借金取りからの逃亡時、血尿を出してしまうなど少々臆病なところがあるが、とても姉思いで、繊細である。伯爵夫人に買い取られ、「ORGA」の一員としてギルガメッシュとの戦いに巻き込まれていく。その時、突然デュナミスと呼ばれる超能力に目覚めた。彼の出生にはある秘密がある。
円 紀世子（まどか きよこ）
声 - 中村千絵
18歳。竜也にとっては不甲斐ない母親に代わる存在で、彼女自身もそのことを自覚している。ピアノの演奏が得意で、また絶対音感を持っており、作中冒頭でも雷や雨音の音階を聞き分けるなど、その能力を披露している。雨宿りをした際にピアノにぶらさがっていた音叉を大事にしている。伯爵夫人のことをあまり快く思っておらず、最後まで彼女たちにはなじまなかった。
原作では容姿が『サイボーグ009』の003（フランソワーズ・アルヌール）と瓜二つであったがアニメでは大幅に容姿が変更されている。
伯爵夫人
声 - 斎賀みつき
正式名はヴェルデンベルグ伯爵夫人、旧名「影山紘子」。結婚後夫を XX で亡くし、莫大な遺産を引き継いだ。ホテル「プロヴィデンス」のオーナーで、円姉弟を買い取った人物。「ヘヴンズゲイト」が爆発する直前までそこで科学者として働いていた。ORGA達程ではないが弱いながらもデュナミスを使う事が出来る。竜也達を「家族」と考え、その絆と和を大切に考えている。その一方で竜也たちには多くの事実を秘密にし、不信感を買ってしまう。原作には登場せず。
藤崎 イサム
声 - 伊藤健太郎
伯爵夫人の集めた超能力者集団「ORGA」のリーダー格。医療少年院に収容されていた経験を持つ。常に冷静で賢く、伯爵夫人からも絶対の信頼を得ている。竜也らとデュナミスのトレーニングとして「雪合戦」をするなどユーモアある一面を見せる。原作には登場せず。
御室 風子
声 - 小林沙苗
「ORGA」の一員。明るい性格をしているが、ややお調子者で時には辛辣な口調になってしまう事も。月岡透とは非常に仲が良く、いつも2人で遊んでいる。心因性のものらしいが、好意を寄せている相手が傍にいるとくしゃみを頻発してしまう。惚れっぽい性質で、かつては藤崎イサムと付き合っていた。原作には登場せず。
月岡 透
声 - 宮田幸季
「ORGA」の一員で、「ORGA」の中では最年少。そのため、多少甘えん坊な一面を見せる。伯爵夫人に母の影を見ているようである。周囲も彼のことをかわいがっている。原作には登場せず。
結城 麗子
声 - 荒木香恵
　結城虎之助（声-納谷悟朗）の養女として老人に付き添っている和装の少女。虎之助に自身の両目を提供したため盲目。だがかなり強いデュナミスを持っており周囲をその能力で認識しているため私生活には支障はないようである。外見や声からして少女にしか見えないが結城虎之助のクローンであり生来の性別は男。当初、唯一そのことに気付かなかった月岡 透とは仲が良い。
円 輝道
声 - 浪川大輔
円姉弟の実の父親。XX の首謀者「エンキドゥ」を名乗り、世間から恨まれている。XX当時「Tear」（ティア）と呼ばれる物と接触を図り、大爆発を招く。「ギルガメッシュ」という謎の集団をつくり、再び世界を混乱に陥れようとしている。ギルガメッシュ曰く「森羅万象の中にいらっしゃる」らしい。XX以前は音楽や人、自然を愛し、とてもテロなどを引き起こせるような人物ではなかった。音楽をアナログつまりレコードで聴く趣味がある。また、ピアノも嗜む。
風祭 隼人
声 - 藤原啓治
軍事会社「エクゥス」を若くして率いる野心家でやり手の青年。作中では「ブラッタリア」（イタリア語でゴキブリ）と呼ばれる謎で大群の生物兵器を駆使し、あの手この手を用いてギルガメッシュ達を追いつめる。乾いた笑い声に特徴がある。ORGA達の秘密を握り、XXの真相にも近い。

#### ギルガメッシュ
全10体で構成されている。各々の名前の由来はラテン語やイタリア語、ギリシア語による数字の呼び方に因む。
- 身体はアンチマターで構成されており、その数字の形から抽出された独特のデザインのタトゥーが体の様々な部位に各1カ所ずつ施されている。
- ORGA達と同様にデュナミスを使用する事が出来る。
- 人間体と神獣体（クリーチャー）のふたつの形態を有しており、神獣体では戦闘能力が高くなるがその際には多量のデュナミスを消費してしまうため、神獣化出来る時間にはある程度の限度がある。その一方で知性や、気性は動物的な感へ変質する事もあり、総じて獰猛。「この世のものでない、禍々しき怪物」のコンセプトの元、頭蓋を持たないデザインがなされており、蝶やコウモリ、狼など動物等をモチーフとし、奢り（おごり）、怒りや喜び、夢といった感情等の無形の概念を各々に担当させている。
- ヘヴンズゲイトでの研究で半神半人（ギルガメッシュ）の遺伝子を組み込んだとされる検体達を基に造られた。
- 男性は黒、女性は赤のボンデージファッションに身を包む。

ノウェム
声 - 渋谷茂
ギルガメッシュの1人でリーダー格。人間時の外見は男。セクス、オクトと共に洋館で竜也と紀世子を仲間にしようとしていた。獣化時の姿は6枚の翼を持った白い天使の姿で、最も人に近い姿をしている。円兄弟との関わり方が原作とは大幅に変更されており、物語のキーとなる。
ウーノ
声 - 木村亜希子
第2話終盤より登場したギルガメッシュの1人。人間時の外見は女。勝気な性格。原作には登場せず。獣化時の姿は、腰に蝙蝠の翼のようなものを持っており、紫色の外骨格を持った異形の姿をしている。
オクト
声 - 三戸崇史
ギルガメッシュの1人。人間時の外見は男。一見キツそうに見えるが、飛行場で楽しそうにカモメに餌をやるなど穏やかな性格の持ち主のようである。円姉弟と初めて出会った洋館で紅茶を作っていて、「多めに作っておいて良かった」と言っている。獣化時の際はその風貌から円姉弟を気絶させた。
セクス
声 - 保村真
ギルガメッシュの1人。人間時の外見は男。人間的に見るとおっとりした感じの青年。ノウェム、オクト同様、洋館にて円姉弟と会っている。また洋館の一件にて風子との戦闘の際に獣化していく姿を姉弟に見せた。
ドゥオ
声 - 野島健児
前半グループでは最後発に登場したギルガメッシュの1人。人間時の姿は男性。逆立てた銀色の髪と、他のメンバーよりもやや筋肉質な体格が特徴。時折顔をみせる詩心と荒々しい攻撃性という二面性を持っている。獣化時の姿は牛に似たような姿をしている。
トリア
声 - 諏訪部順一
ブラッタリアの一件以降より登場したギルガメッシュの1人。野心的な性格のため度々セプテムと意見が衝突することがある。獣化時の姿は、一見デュラハンのように首なし鬼の姿のように見えるが、実は飾りのように見える部分が頭部で、獣化した大きさでは最終回での結城麗子の凄惨な最期のシーンを見た限り、最大級の大きさだと思われる。
デケム
声 - 野島裕史
ブラッタリアの一件以降より登場したギルガメッシュの1人。柔和で繊細な神経を持つが戦闘時では別のようである。獣化時の姿は二の腕より出されるブレードが大きな特徴を持つ。
クァトル
声 - 村竹あおい
ブラッタリアの一件以降より登場したギルガメッシュの1人。人間時の姿は褐色の肌と右目のタトゥーという大きな特徴を持った女性。一見好戦的にも思えるが、実は調和を重んじる性格である。獣化時の姿は狼のような姿をしている。
セプテム
声 - 大野エリ
ブラッタリアの一件以降より登場したギルガメッシュの1人。人間時の外見は優しそうな美しい姿の女性だが、反面攻撃的な性格の持ち主である。ヒーリング能力に長けている。獣化時の姿はアゲハ蝶のような姿をしている。
クインケ
声 - 小暮英麻
ブラッタリアの一件以降より登場したギルガメッシュの1人。人間時の外見は理知的な女性に思える。他のギルガメッシュたちと同期する力を持つ。

### デュナミス
ORGA、ギルガメッシュらが用いる超能力を作中ではデュナミスと表現されている。これはギリシア語で「可能性」を意味するものとされる。ここではその能力の種類を示す。
テレパシー
デュナミスを使用する事が出来る者は自分が伝えようとする言葉やイメージを目的とするデュナミスの使用者に送る事が出来る。この内容はコンピュータソフトの様にインストールすることが出来る。つまり使用者の誰かが情報を得た場合他者に情報を共有する事が可能である。
テレポーテーション
自分たちが知っている場所ならば、物理的に隔離されていようが、瞬時に通り抜ける事が可能である。また、デュナミスの使用者でなくとも、目的とする対象の人物を、移動させる事も可能。
サイコキネシス
直接的に物体に触れずとも、物体を移動、破壊あるいは任意の運動を取らせる事が可能。

### スタッフ
- 原作 - 石ノ森章太郎
- 監督 - むらた雅彦
- シリーズ構成 - 薩川昭夫
- キャラクターデザイン - 奥瀬サキ
- アニメーションキャラクターデザイン・総作画監督 - 佐藤雅将
- クリーチャー・メカニックデザイン - 竹谷隆之
- アニメーションクリーチャーデザイン - 東出太
- 美術監督 - 小坂部直子
- 色彩設計 - 斉藤裕子
- 撮影監督 - 佐藤陽一郎
- 編集 - 古川雅士
- 音楽 - 和田薫
- 音響監督 - 岩浪美和
- プロデューサー - 井上光晴、古市忠嗣
- アニメーション制作 - ジャパンヴィステック、グループ・タック
- 制作 - 関西テレビ、ジャパンヴィステック

### 主題歌
オープニングテーマ「Crazy 4 U」
作詞・作曲・編曲 - 渡辺未来 / 歌 - 倖田來未
エンディングテーマ
「忘れものの森」
作詞・作曲・歌 - 安藤裕子
「Shall We Gather at the River?」（最終回）
作詞・作曲 - Robert Lowry

### 各話リスト
サブタイトルは日本語 / 原作の順。
| 話数 | サブタイトル                                                  | 脚本                        | 絵コンテ                          | 演出       | 作画監督                                                              |
| ---- | ------------------------------------------------------------- | --------------------------- | --------------------------------- | ---------- | --------------------------------------------------------------------- |
| 1    | 前奏曲 / les preludes                                         | 薩川昭夫                    | むらた雅彦                        | むらた雅彦 | 佐藤雅将                                                              |
| 2    | 伯爵夫人 / Grafin werdenberg                                  | 薩川昭夫                    | 葛谷直行 むらた雅彦               | 波間咲良   | 森野珠子                                                              |
| 3    | 小さき神の作りし子ら / children of a lesser god               | 薩川昭夫                    | 広嶋秀樹 いとうせいな             | 広嶋秀樹   | 飯飼一幸                                                              |
| 4    | ホテルプロヴィデンス / hotel providence                       | 薩川昭夫                    | 西村大樹、むらた雅彦 いとうせいな | 榎本学     | 佐藤祐司                                                              |
| 5    | 力 / dynamis                                                  | 大西信介                    | 東海林真一                        | 七条寺貴   | 高乗陽子                                                              |
| 6    | シェルタリング スカイ / the sheltering sky                    | 大西信介                    | たかばやしひさや                  | 岡野幸男   | 原田峰文                                                              |
| 7    | 不協和音 / dissonance                                         | 薩川昭夫                    | ところともかず                    | 吉川浩司   | 小林利充                                                              |
| 8    | さよならの冬 / adieu l'hiver                                  | 薩川昭夫                    | たかばやしひさや むらた雅彦       | 清水明     | 徳田悦朗、若山佳治、寺沢伸介                                          |
| 9    | セツルメントにて / in the core settlement                     | 村井さだゆき                | 江上潔                            | 横田和善   | 飯飼一幸、南伸一郎                                                    |
| 10   | 聖なるテロリズム / saint terrorism                            | 村井さだゆき                | 岡野幸男                          | 岡野幸男   | 原田峰文                                                              |
| 11   | ツインエックスを遠く離れて / far from XX                      | 小林靖子                    | 七条寺貴                          | 七条寺貴   | 高乗陽子                                                              |
| 12   | メリーウィドウ 〜陽気な未亡人〜 / die lustige witwe           | 薩川昭夫                    | 深井蒼                            | 清水明     | 寺沢伸介                                                              |
| 13   | 柘榴 / pomegranate                                            | 薩川昭夫                    | 小川浩司                          | 吉川浩司   | 小林利充                                                              |
| 14   | オクトーバー プロジェクト / october project                   | 村井さだゆき                | たかばやしひさや                  | 岡野幸男   | 原田峰文                                                              |
| 15   | ザ・ゴキブリ / la blattaria                                   | 村井さだゆき                | 高田耕一                          | 三宅雄一郎 | 高谷浩利、清水恵子、谷口守泰                                          |
| 16   | “誰も寝てはならぬ” / nessun dorma                             | 薩川昭夫、砂山蔵澄 石田真弓 | むらた雅彦                        | 神崎ユウジ | 為家尽人                                                              |
| 17   | ピアノ / hammerklavier                                        | 石田真弓                    | 七条寺貴                          | 七条寺貴   | 高乗陽子                                                              |
| 18   | 青の領域 / blue zone                                          | 砂山蔵澄                    | ところともかず                    | 加藤顕     | 原田峰文・寺沢伸介（レイアウト） 徳田悦朗・若山佳治（原画）           |
| 19   | オルガ・シューピアリア / orga-superior                        | 砂山蔵澄                    | 加藤洋人                          | 吉川浩司   | 小林利充、谷口守泰                                                    |
| 20   | 涙 / tear                                                     | 石田真弓                    | むらた雅彦                        | 橋本敬一   | 原田峰文・土橋昭人・水川弘理（レイアウト） 徳田悦朗・若山佳治（原画） |
| 21   | 神の子宮 / delphys                                            | 石田真弓                    | 高田耕一                          | 三宅雄一郎 | 高谷浩利                                                              |
| 22   | 天国の門 / heaven's gate                                      | 石田真弓                    | むらた雅彦                        | 神崎ユウジ | 為家尽人                                                              |
| 23   | 犠牲 / sacrifice                                              | 石田真弓                    | 七条寺貴                          | 七条寺貴   | 高乗陽子                                                              |
| 24   | 浄化の大洪水 / cleansing flood                                | 砂山蔵澄                    | 中村多朗 むらた雅彦               | 加藤顕     | 原田峰文・寺沢伸介（レイアウト） 徳田悦朗・若山佳治（原画）           |
| 25   | 家族の肖像 / conversation piece                               | 薩川昭夫、砂山蔵澄 石田真弓 | 七条寺貴                          | 吉川浩司   | 小林利充、谷口守泰                                                    |
| 26   | ギルガメッシュないと 〜いんちきゲームの夜〜 / gil games night | 村井さだゆき                | ところともかず むらた雅彦         | むらた雅彦 | 佐藤雅将                                                              |

### 放送局
| 放送体制   | 放送時間         | 放送局             | 対象地域       | 備考                                             |
| ---------- | ---------------- | ------------------ | -------------- | ------------------------------------------------ |
| 制作局     | 火曜 0:35 - 1:05 | 関西テレビ         | 近畿広域圏     |                                                  |
| 遅れネット | 金曜 1:55 - 2:25 | 北海道文化放送     | 北海道         |                                                  |
|            | 木曜 1:28 - 1:58 | 岩手めんこいテレビ | 岩手県         |                                                  |
|            | 木曜 1:03 - 1:33 | 仙台放送           | 宮城県         |                                                  |
|            | 日曜 1:45 - 2:15 | 秋田テレビ         | 秋田県         |                                                  |
|            | 金曜 1:50 - 2:20 | さくらんぼテレビ   | 山形県         |                                                  |
|            | 木曜 1:05 - 1:35 | 福島テレビ         | 福島県         |                                                  |
|            | 日曜 4:13 - 4:43 | フジテレビジョン   | 関東広域圏     |                                                  |
|            | 火曜 1:58 - 2:28 | 新潟総合テレビ     | 新潟県         | 現・NST新潟総合テレビ                            |
|            | 日曜 2:30 - 3:00 | 富山テレビ         | 富山県         |                                                  |
|            | 月曜 2:00 - 2:30 | 石川テレビ         | 石川県         |                                                  |
|            | 金曜 1:35 - 2:05 | 福井テレビ         | 福井県         |                                                  |
|            | 水曜 2:10 - 2:40 | 長野放送           | 長野県         |                                                  |
|            | 木曜 2:30 - 3:00 | テレビ静岡         | 静岡県         |                                                  |
|            | 土曜 2:50 - 3:20 | 東海テレビ         | 中京広域圏     |                                                  |
|            | 火曜 1:05 - 1:35 | 山陰中央テレビ     | 島根県・鳥取県 |                                                  |
|            | 木曜 1:20 - 1:50 | 岡山放送           | 岡山県・香川県 |                                                  |
|            | 金曜 1:35 - 2:05 | テレビ新広島       | 広島県         |                                                  |
|            | 水曜 1:05 - 1:35 | 愛媛放送           | 愛媛県         | 現・テレビ愛媛                                   |
|            | 土曜 1:40 - 2:10 | 高知さんさんテレビ | 高知県         |                                                  |
|            | 水曜 2:15 - 2:45 | テレビ西日本       | 福岡県         |                                                  |
|            | 日曜 1:15 - 1:45 | サガテレビ         | 佐賀県         |                                                  |
|            | (非記載)         | テレビ長崎         | 長崎県         |                                                  |
|            | 土曜 2:10 - 2:40 | テレビ熊本         | 熊本県         |                                                  |
|            | 水曜 2:23 - 2:53 | テレビ大分         | 大分県         | 日本テレビ系列とのクロスネット。                 |
|            | (非記載)         | テレビ宮崎         | 宮崎県         | 日本テレビ系列・テレビ朝日系列とのクロスネット。 |
|            |                  | 鹿児島テレビ       | 鹿児島県       |                                                  |
|            |                  | 沖縄テレビ         | 沖縄県         |                                                  |

2004年11月8日 0:40分よりBSフジ（BSデジタル放送）にて、後にCS放送アニマックスで放送された。

### 備考
- 本作で重要な役を演じた野島健児と浪川大輔は、同じく石ノ森章太郎の『幻魔大戦 神話前夜の章』でもルーフとジンという主人公を演じている。

### 関連商品

#### DVD
- 第1巻から第9巻まで発売。
- 第1巻は2話分収録。以降は3話分収録。
- 世界設定を綴ったブックレットが同梱。

#### サウンドトラック
- Gilgamesh O・S・T（ギルガメッシュ オリジナル サウンドトラック）
  - 全25曲収録 和田薫プロデュースによる独特の構成となっている。

#### ファッション
- 作中に登場する円竜也の赤十字がデザインされたジャケットをメーカー「Twinkle」

がレプリカとして販売。